# 266 Łotewski Batalion Schutzmannschaft Rēzeknes
266 Łotewski Batalion Schutzmannschaft „Rēzeknes” (niem. Lettische Schutzmannschafts Bataillon „Rēzeknes” 266) – kolaboracyjny pomocniczy oddział policyjny złożony z Łotyszy podczas II wojny światowej

## Historia
Jego formowanie rozpoczęto 21 marca 1942 w Boldera pod Rygą jako 16 Łotewskiego Batalionu Schutzmannschaft „Rēzeknes”. Dowódcą został ppłk Osvalds Meija. W połowie maja zakończyło się szkolenie wojskowe. Na początku czerwca batalion został przeniesiony do Mińska. Liczył wówczas 682 ludzi, w tym 54 oficerów i 222 podoficerów. Od sierpnia do września batalion jako oddział rezerwowy uczestniczył w operacji antypartyzanckiej „Sumpffieber” w regionie witebskim. Batalionem dowodził kpt. Alfons Skrauja. W lutym 1943 Łotysze pod dowództwem kpt. Oskarsa Tiltiņša powrócili do Rygi. W stolicy Łotwy batalion stał się oddziałem rezerwowym, przysyłającym uzupełnienia do innych batalionów Schutzmannschaft. Na początku 1944 wszedł w skład nowo formowanej 15 Dywizji Grenadierów SS.